# Fadder (konfirmation)
Vid konfirmationsundervisning i Svenska kyrkan, särskilt lägerförlagd sådan, brukar det finnas med ett par tre år äldre ungdomar som har till uppgift att vara förebedjare och kristna föredömen. Pedagogiskt kan åldersskillnaden till ledarna ibland vara för stor och ungdomar har lättare att knyta an till några som är närmare i ålder. Samtidigt gör åldersskillnaden att konfirmanderna ser upp till faddrarna.
Termen används i överförd bemärkelse från de faddrar som har en liknande uppgift i samband med dop.